# Kajali Fofana
Kajali Fofana ist ein gambischer Politiker.

## Leben
| Parlamentswahl | Stimmen | Stimmanteil |
| -------------- | ------- | ----------- |
| 2017           | 3.522   | 56,12 %     |

Kajali Fofana trat bei der Wahl zum Parlament 2017 als Kandidat der United Democratic Party (UDP) im Wahlkreis Jarra West in der Mansakonko Administrative Region an. Mit 56,12 % konnte er den Wahlkreis vor Alkali Sallah (GDC) für sich gewinnen.
Bei den Parlamentswahlen 2022 trat Fofana erneut für die UDP im Wahlkreis Jarra West an. Er verlor mit 3655 Stimmen (41,35 %) gegen den NPP-Kandidaten Alieu Baldeh (* 1982), der 4007 Stimmen (45,33 %) erhielt.